# جایزه ادبی آسیا
جایزه ادبی آسیا جایزه‌ای است که در سال ۱۹۷۱ پایه‌گذاری شد و هر سال از سوی انجمن نویسندگان فرانسوی زبان اعطا می‌شود. هدف آن «ترویج کار نویسندگان فرانسوی‌زبان در سراسر جهان است.»

## اعطا
این جایزه می‌تواند به یک اثر ادبی (رمان، تئاتر، شعر، داستان) و همچنین یک اثر علمی اعطا شود، مشروط بر اینکه اثر " نویسنده فرانسوی زبان اهل مناطقی از خاور نزدیک تا خاور دور، یا اثری مربوط به همین مناطق، به استثنای ترجمه‌ها " باشد.
مانند جایزه بزرگ ادبی آفریقای سیاه که توسط همین انجمن اعطا می‌شود، جایزه ادبی آسیا هر ساله در بهار اهدا می‌شود. این مراسم در یک نهاد نمادین برای ترویج زبان فرانسه برگزار می‌شود (سنا، یونسکو، " خانه فرانسه آزاد»، سازمان بین‌المللی فرانکوفونی). جایزه ادبی آسیا که یک استعدادیاب است، برای اولین به‌رسمیت‌شناسیِ نویسندگانی چون شان سا، رنه د سکاتی، مایکل فیرر و یاسمینا خادرا معروف است.

## لیست برندگان[۵]

### دهه ۲۰۰۰
- ۲۰۰۰ - ماتیو ریکارد (فرانسه) و ترینه ژوان ثوان (ویتنام-ایالات متحده)، بی‌نهایت در کف دست، اد فایارد.
- ۲۰۰۱ - الیاس سنبار (فلسطین)، "Le Bien des absent" , Ed. Actes Sud. ذکر خاص: منه بیچ (ویتنام)، "ویتنام مصلوب"، ویرایشگر لارمتن.
- ۲۰۰۲ - یاسمینا خادرا (الجزایر)، "Les Hirondelles de Kaboul"، اد. جولیارد.
- ۲۰۰۳ - الیزابت دی اینندیاک (فرانسه)، "آهنگ‌های جزیره به خواب راست: کتاب سنتینینی»، ویرایش du Relié.
- ۲۰۰۴ - داریوش شایگان (ایران)، "سرزمین سراب ها"، Ed. De l'Aube. ذکر خاص: نگوین هو گیائو (ویتنام)، "کتاب جیائو"، ویرایش میز گرد.
- ۲۰۰۵ - مایکل فریر (فرانسه)، توکیو. پرتره‌های کوچک سحر، اد. گالیمارد.
- ۲۰۰۶ - سرور کسمایی (ایران)، دره عقاب‌ها، Ed. Actes Sud. ذکر خاص: وی وی (چین)، اونه فیله ژوانگ، اد. دی لوب.
- 2007 - Pierre Centlivres و Micheline Centlivres-Demont (فرانسه)، Revoir Kaboul , Ed. Zoé.
- ۲۰۰۸ - فیلیپ فرانچینی (فرانسه) و لام دوک هین (لائوس)، لو مکونگ، اد. دو چنه.
- ۲۰۰۹ - میشل واسرمن (فرانسه)، D'Or و de neige. پل کلودل و ژاپن، اد. گالیمارد. ذکر خاص: سباستین اورتیز، اشباح در کلکته، اد. آرلئا.